# Serenity (canção)
"Serenity" é um single do álbum Faceless, da banda de hard rock Godsmack. Ele alcançou o sétimo lugar na parada Mainstream Rock e o décimo lugar na parada Rock Moderno.
Serenity foi o terceiro single mais tocado em rádios alternativas, e seguiu o exemplo do primeiro single de Faceless, "Straight Out of Line".

## Origem da música
A música foi escrita pelo vocalista de Godsmack, Sully Erna, em tributo ao baterista da banda Rush, Neil Peart, que foi um exemplo em que Sully tentou se espelhar durante a sua infância. Ele compôs a música após ler o livro Ghost Rider: Travels on the Healing Road, escrita por Neil sobre uma jornada que ele fez ao redor de seu país para enfrentar a perda trágica da sua filha e sua esposa.
"O livro é fantástico", disse Erna para a MTV.com. Ele também afirmou: "Ele pulou em sua moto e em 14 meses, ele andou 55 mil milhas pelo mundo. A experiência dele de se curar na estrada me inspirou a escrever esta música sombria e tribal.".
Originalmente, Erna estava com esperanças que Peart tocasse nessa música, então ele enviou ao baterista uma versão demo dela com o seu pedido. Peart respondeu que ele estava incapaz de aparecer na gravação devido a compromissos com turismo, mas ele deu a Godsmack a sua bênção e elogiou o grupo pela música.

## Vídeo da música
Um vídeo de música foi lançado para esta canção, mostrando a banda tocando-a durante a sua participação na Pepsi Smash de 2003.

## Lista de faixas
| N.º | Título               | Compositor(es) | Duração |  |
| 1.  | "Serenity"           | Erna, Rambola  | 4:34    |  |
| 2.  | "Re-Align"           | Erna           | 4:20    |  |
| 3.  | "Time Bomb"          | Erna           | 3:59    |  |
| 4.  | "Serenity (editado)" | Erna, Rambola  | 4:34    |  |

## Posições nasparadas
Single - Billboard (América do Norte)
| Ano  | Parada                         | Posição |
| ---- | ------------------------------ | ------- |
| 2003 | Mainstream Rock Tracks         | 7       |
| 2004 | Modern Rock Tracks             | 10      |
| 2004 | Bubbling Under Hot 100 Singles | 13      |
| 2004 | Billboard Hot 100              | 113     |